# Thomas Meunier
Thomas André A. Meunier (Sainte-Ode, 12 settembre 1991) è un calciatore belga, centrocampista o difensore del Lilla e della nazionale belga.

## Biografia
Meunier parla fluentemente il francese, il fiammingo, l'inglese, e il tedesco. Dalla relazione
con Deborah Panzokou, conosciuta alle scuole superiori, sono nati due figli.

## Caratteristiche tecniche
Esterno di centrocampo destro che può disimpegnarsi anche nel ruolo di terzino destro.

## Carriera

### Club

#### Esordi e Virton
Meunier cresce nelle giovanili della squadra della sua città, il Sainte-Ode. Nel 2002 passa al Givry, dove resta per due stagioni; dopodiché passa nelle giovanili dello Standard Liegi. A seguito di vari infortuni la società francofona lo svincola e il giovane firma con il Virton, militante nella terza divisione del campionato belga. Debutta nel calcio professionistico il 31 gennaio 2009 proprio con il Virton nella partita pareggiata 1-1 contro il Vigor Wuitens Hamme, subentrando a Sebastien Hareau al 79º minuto di gioco.

#### Club Brugge
Determinante per la sua carriera è stata la stagione 2010-11, nella quale ha messo a segno 10 reti e pertanto ha attirato l'attenzione di numerose squadre calcistiche, tra cui il Club Brugge, che nel mercato invernale della stessa stagione lo acquista, lasciandolo comunque fino a fine stagione nella società di provenienza. Esordisce in massima serie già il 31 luglio 2011 contro il Westerlo, rifilando ai Kempeneers la sua prima rete stagionale in un 5-0 finale.
La sua prima partita da titolare avviene il 21 settembre contro lo Zulte Waregem. Si impone sin da subito tra i titolari soprattutto per via della cessione di Nabil Dirar al Monaco, disputando nella prima stagione 49 presenze tra campionato, coppa ed Europa League. Purtroppo nella stagione successiva viene impiegato solamente 28 volte dalla società belga a causa di un infortunio che lo ha costretto fuori dai campi per diversi mesi. Al suo ritorno l'allenatore Juan Carlos Garrido lo sposta da trequartista a terzino destro per mancanza di giocatori adatti a quel ruolo. Le sue prestazioni positive gli consentono di restare tra i titolari anche nelle successive stagioni.

#### Paris Saint-Germain
Il 3 luglio 2016 passa ai francesi del Paris Saint-Germain, con cui firma un contratto quadriennale. Il 6 agosto ottiene il suo primo titolo con la squadra parigina, battendo il Lione per 4-1 nella sfida valevole per la Supercoppa di Francia. La sua prima presenza in Ligue 1 arriva nella sconfitta esterna contro il Monaco per 3-1.

#### Borussia Dortmund e Trabzonspor
Il 25 giugno 2020, dopo la scelta di non rinnovare con il PSG, firma un contratto quadriennale con il Borussia Dortmund. Chiude la sua esperienza tedesca dopo 3 anni e mezzo, durante i quali ha raccolto 86 presenze complessivamente.
Il 7 febbraio 2024 passa al Trabzonspor, con cui firma un accordo fino al 30 giugno 2025.

#### Lilla
Il 19 luglio 2024 viene acquistato dal Lilla.

### Nazionale
Nel settembre 2011 Meunier viene chiamato per giocare nella nazionale belga Under-21, per la quale segna anche un gol contro l'Azerbaigian nella partita di qualificazione all'europeo Under-21 2013.
Il 14 novembre 2013 debutta con la nazionale maggiore in una sfida amichevole, giocata contro la Colombia. Convocato per gli Europei 2016 in Francia, scende in campo quattro volte su 5 durante la rassegna continentale, saltando solo la prima partita della sua squadra, persa per 2-0 contro l'Italia.
Nelle qualificazioni ai Mondiali 2018 realizza 5 reti, di cui 3 nel successo per 9-0 contro Gibilterra.
Convocato anche per i Mondiali 2018, Meunier fa parte della squadra titolare del Belgio, venendo lasciato a riposo nella terza partita della fase a gironi contro l'Inghilterra, giocata a qualificazione già ottenuta. Tuttavia ha dovuto saltare la semifinale contro la Francia per squalifica (ammonito nei quarti ed era diffidato); la semifinale viene vinta dai transalpini per 1-0 e l'assenza di Meunier in fase difensiva si è fatta sentire. Torna a disposizione per la finale per il terzo posto in cui i belgi giocano nuovamente contro l'Inghilterra; questa volta Meunier gioca e sfoggia un'ottima prestazione segnando il gol del provvisorio 1-0 al 4º minuto, sfiorando il 2-0 all'80º negatogli da una parata del portiere inglese Jordan Pickford. Il 2-0 è comunque arrivato 2 minuti dopo con un gol di Eden Hazard, e così Meunier ha vinto la prima medaglia (bronzo) della sua carriera.

## Statistiche

### Presenze e reti nei club
Statistiche aggiornate al 1º novembre 2024.
| Stagione                    | Squadra                     | Campionato                  | Campionato | Campionato | Coppe nazionali | Coppe nazionali | Coppe nazionali | Coppe continentali | Coppe continentali | Coppe continentali | Altre coppe | Altre coppe | Altre coppe | Totale | Totale |
| Stagione                    | Squadra                     | Comp                        | Pres       | Reti       | Comp            | Pres            | Reti            | Comp               | Pres               | Reti               | Comp        | Pres        | Reti        | Pres   | Reti   |
| --------------------------- | --------------------------- | --------------------------- | ---------- | ---------- | --------------- | --------------- | --------------- | ------------------ | ------------------ | ------------------ | ----------- | ----------- | ----------- | ------ | ------ |
| 2008-2009                   | Virton                      | PL                          | 5          | 0          | CB              | 1               | 0               | -                  | -                  | -                  | -           | -           | -           | 6      | 0      |
| 2009-2010                   | Virton                      | D3                          | 16         | 5          | CB              | 1               | 0               | -                  | -                  | -                  | -           | -           | -           | 17     | 5      |
| 2010-2011                   | Virton                      | D3                          | 28         | 10         | CB              | 1               | 1               | -                  | -                  | -                  | -           | -           | -           | 29     | 11     |
| Totale Virton               | Totale Virton               | Totale Virton               | 49         | 15         |                 | 3               | 1               |                    | -                  | -                  |             | -           | -           | 52     | 16     |
| 2011-2012                   | Club Bruges                 | D1                          | 26+9       | 3+0        | CB              | 2               | 1               | UEL                | 12                 | 1                  | -           | -           | -           | 49     | 5      |
| 2012-2013                   | Club Bruges                 | D1                          | 11+10      | 4+0        | CB              | 1               | 0               | UCL+UEL            | 2+4                | 0                  | -           | -           | -           | 28     | 4      |
| 2013-2014                   | Club Bruges                 | D1                          | 23+9       | 3+0        | CB              | 1               | 0               | UEL                | 0                  | 0                  | -           | -           | -           | 33     | 3      |
| 2014-2015                   | Club Bruges                 | D1                          | 28+2       | 2+0        | CB              | 5               | 0               | UEL                | 11                 | 0                  | -           | -           | -           | 46     | 2      |
| 2015-2016                   | Club Bruges                 | D1                          | 22+9       | 2+1        | CB              | 5               | 1               | UCL+UEL            | 0+6                | 0+2                | -           | -           | -           | 42     | 6      |
| Totale Club Bruges          | Totale Club Bruges          | Totale Club Bruges          | 110+39     | 14+1       |                 | 14              | 2               |                    | 35                 | 3                  |             | -           | -           | 198    | 20     |
| 2016-2017                   | Paris Saint-Germain         | L1                          | 22         | 1          | CF+CdL          | 4+3             | 0               | UCL                | 6                  | 1                  | SF          | 1           | 0           | 36     | 2      |
| 2017-2018                   | Paris Saint-Germain         | L1                          | 24         | 4          | CF+CdL          | 5+3             | 0+1             | UCL                | 1                  | 0                  | SF          | 1           | 0           | 34     | 5      |
| 2018-2019                   | Paris Saint-Germain         | L1                          | 22         | 3          | CF+CdL          | 3+1             | 1+0             | UCL                | 5                  | 1                  | SF          | 0           | 0           | 31     | 5      |
| 2019-2020                   | Paris Saint-Germain         | L1                          | 16         | 0          | CF+CdL          | 3+2             | 0               | UCL                | 5                  | 1                  | SF          | 1           | 0           | 27     | 1      |
| Totale Paris Saint-Germain  | Totale Paris Saint-Germain  | Totale Paris Saint-Germain  | 84         | 8          |                 | 24              | 2               |                    | 17                 | 3                  |             | 3           | 0           | 128    | 13     |
| 2020-2021                   | Borussia Dortmund           | BL                          | 21         | 1          | CG              | 4               | 0               | UCL                | 7                  | 0                  | SG          | 1           | 0           | 33     | 1      |
| 2021-2022                   | Borussia Dortmund           | BL                          | 17         | 2          | CG              | 2               | 0               | UCL+UEL            | 6+1                | 0                  | SG          | -           | -           | 26     | 2      |
| 2022-2023                   | Borussia Dortmund           | BL                          | 10         | 0          | CG              | 2               | 0               | UCL                | 4                  | 0                  | -           | -           | -           | 16     | 0      |
| 2023-gen. 2024              | Borussia Dortmund           | BL                          | 8          | 0          | CG              | 0               | 0               | UCL                | -                  | -                  | -           | -           | -           | 8      | 0      |
| Totale Borussia Dortmund    | Totale Borussia Dortmund    | Totale Borussia Dortmund    | 56         | 3          |                 | 8               | 0               |                    | 18                 | 0                  |             | 1           | 0           | 83     | 3      |
| 2022-2023                   | Borussia Dortmund II        | 3L                          | 2          | 0          | -               | -               | -               | -                  | -                  | -                  | -           | -           | -           | 2      | 0      |
| 2023-gen. 2024              | Borussia Dortmund II        | 3L                          | 1          | 0          | -               | -               | -               | -                  | -                  | -                  | -           | -           | -           | 1      | 0      |
| Totale Borussia Dortmund II | Totale Borussia Dortmund II | Totale Borussia Dortmund II | 3          | 0          |                 | -               | -               |                    | -                  | -                  |             | -           | -           | 3      | 0      |
| gen.-giu. 2024              | Trabzonspor                 | SL                          | 14         | 1          | TK              | 5               | 0               | -                  | -                  | -                  | -           | -           | -           | 19     | 1      |
| 2024-2025                   | Lilla                       | L1                          | 10         | 1          | CF              | -               | -               | UCL                | 7                  | 0                  | -           | -           | -           | 17     | 1      |
| Totale carriera             | Totale carriera             | Totale carriera             | 365        | 43         |                 | 54              | 5               |                    | 77                 | 6                  |             | 4           | 0           | 500    | 54     |

### Cronologia presenze e reti in nazionale
| Cronologia completa delle presenze e delle reti in nazionale ― Belgio | Cronologia completa delle presenze e delle reti in nazionale ― Belgio | Cronologia completa delle presenze e delle reti in nazionale ― Belgio | Cronologia completa delle presenze e delle reti in nazionale ― Belgio | Cronologia completa delle presenze e delle reti in nazionale ― Belgio | Cronologia completa delle presenze e delle reti in nazionale ― Belgio | Cronologia completa delle presenze e delle reti in nazionale ― Belgio | Cronologia completa delle presenze e delle reti in nazionale ― Belgio |
| Data                                                                  | Città                                                                 | In casa                                                               | Risultato                                                             | Ospiti                                                                | Competizione                                                          | Reti                                                                  | Note                                                                  |
| --------------------------------------------------------------------- | --------------------------------------------------------------------- | --------------------------------------------------------------------- | --------------------------------------------------------------------- | --------------------------------------------------------------------- | --------------------------------------------------------------------- | --------------------------------------------------------------------- | --------------------------------------------------------------------- |
| 14-11-2013                                                            | Bruxelles                                                             | Belgio                                                                | 0 – 2                                                                 | Colombia                                                              | Amichevole                                                            | -                                                                     |                                                                       |
| 19-11-2013                                                            | Bruxelles                                                             | Belgio                                                                | 2 – 3                                                                 | Giappone                                                              | Amichevole                                                            | -                                                                     | 79’                                                                   |
| 12-11-2014                                                            | Bruxelles                                                             | Belgio                                                                | 3 – 1                                                                 | Islanda                                                               | Amichevole                                                            | -                                                                     | 66’                                                                   |
| 10-10-2015                                                            | Andorra la Vella                                                      | Andorra                                                               | 1 – 4                                                                 | Belgio                                                                | Qual. Euro 2016                                                       | -                                                                     | 81’                                                                   |
| 13-10-2015                                                            | Bruxelles                                                             | Belgio                                                                | 3 – 1                                                                 | Israele                                                               | Qual. Euro 2016                                                       | -                                                                     | 58’                                                                   |
| 18-6-2016                                                             | Bordeaux                                                              | Belgio                                                                | 3 – 0                                                                 | Irlanda                                                               | Euro 2016 - 1º turno                                                  | -                                                                     |                                                                       |
| 22-6-2016                                                             | Nizza                                                                 | Svezia                                                                | 0 – 1                                                                 | Belgio                                                                | Euro 2016 - 1º turno                                                  | -                                                                     | 30’                                                                   |
| 26-6-2016                                                             | Tolosa                                                                | Ungheria                                                              | 0 – 4                                                                 | Belgio                                                                | Euro 2016 - Ottavi di finale                                          | -                                                                     |                                                                       |
| 1-7-2016                                                              | Lilla                                                                 | Galles                                                                | 3 – 1                                                                 | Belgio                                                                | Euro 2016 - Quarti di finale                                          | -                                                                     |                                                                       |
| 1-9-2016                                                              | Bruxelles                                                             | Belgio                                                                | 0 – 2                                                                 | Spagna                                                                | Amichevole                                                            | -                                                                     |                                                                       |
| 6-9-2016                                                              | Nicosia                                                               | Cipro                                                                 | 0 – 3                                                                 | Belgio                                                                | Qual. Mondiali 2018                                                   | -                                                                     |                                                                       |
| 7-10-2016                                                             | Bruxelles                                                             | Belgio                                                                | 4 – 0                                                                 | Bosnia ed Erzegovina                                                  | Qual. Mondiali 2018                                                   | -                                                                     |                                                                       |
| 10-10-2016                                                            | Faro                                                                  | Gibilterra                                                            | 0 – 6                                                                 | Belgio                                                                | Qual. Mondiali 2018                                                   | -                                                                     |                                                                       |
| 9-11-2016                                                             | Amsterdam                                                             | Paesi Bassi                                                           | 1 – 1                                                                 | Belgio                                                                | Amichevole                                                            | -                                                                     |                                                                       |
| 13-11-2016                                                            | Bruxelles                                                             | Belgio                                                                | 8 – 1                                                                 | Estonia                                                               | Qual. Mondiali 2018                                                   | 1                                                                     |                                                                       |
| 31-8-2017                                                             | Liegi                                                                 | Belgio                                                                | 9 – 0                                                                 | Gibilterra                                                            | Qual. Mondiali 2018                                                   | 3                                                                     |                                                                       |
| 3-9-2017                                                              | Pireo                                                                 | Grecia                                                                | 1 – 2                                                                 | Belgio                                                                | Qual. Mondiali 2018                                                   | -                                                                     | 50’                                                                   |
| 7-10-2017                                                             | Sarajevo                                                              | Bosnia ed Erzegovina                                                  | 3 – 4                                                                 | Belgio                                                                | Qual. Mondiali 2018                                                   | 1                                                                     |                                                                       |
| 10-10-2017                                                            | Bruxelles                                                             | Belgio                                                                | 4 – 0                                                                 | Cipro                                                                 | Qual. Mondiali 2018                                                   | -                                                                     | 66’                                                                   |
| 10-11-2017                                                            | Bruxelles                                                             | Belgio                                                                | 3 – 3                                                                 | Messico                                                               | Amichevole                                                            | -                                                                     |                                                                       |
| 14-11-2017                                                            | Bruges                                                                | Belgio                                                                | 1 – 0                                                                 | Giappone                                                              | Amichevole                                                            | -                                                                     |                                                                       |
| 27-3-2018                                                             | Bruxelles                                                             | Belgio                                                                | 4 – 0                                                                 | Arabia Saudita                                                        | Amichevole                                                            | -                                                                     |                                                                       |
| 2-6-2018                                                              | Bruxelles                                                             | Belgio                                                                | 0 – 0                                                                 | Portogallo                                                            | Amichevole                                                            | -                                                                     |                                                                       |
| 6-6-2018                                                              | Bruxelles                                                             | Belgio                                                                | 3 – 0                                                                 | Egitto                                                                | Amichevole                                                            | -                                                                     | 70’                                                                   |
| 11-6-2018                                                             | Bruxelles                                                             | Belgio                                                                | 4 – 1                                                                 | Costa Rica                                                            | Amichevole                                                            | -                                                                     |                                                                       |
| 18-6-2018                                                             | Soči                                                                  | Belgio                                                                | 3 – 0                                                                 | Panama                                                                | Mondiali 2018 - 1º turno                                              | -                                                                     | 14’                                                                   |
| 23-6-2018                                                             | Mosca                                                                 | Belgio                                                                | 5 – 2                                                                 | Tunisia                                                               | Mondiali 2018 - 1º turno                                              | -                                                                     |                                                                       |
| 2-7-2018                                                              | Rostov                                                                | Belgio                                                                | 3 – 2                                                                 | Giappone                                                              | Mondiali 2018 - Ottavi di finale                                      | -                                                                     |                                                                       |
| 6-7-2018                                                              | Kazan'                                                                | Brasile                                                               | 1 – 2                                                                 | Belgio                                                                | Mondiali 2018 - Quarti di finale                                      | -                                                                     | 71’                                                                   |
| 14-7-2018                                                             | San Pietroburgo                                                       | Belgio                                                                | 2 – 0                                                                 | Inghilterra                                                           | Mondiali 2018 - Finale 3º posto                                       | 1                                                                     |                                                                       |
| 7-9-2018                                                              | Glasgow                                                               | Scozia                                                                | 0 – 4                                                                 | Belgio                                                                | Amichevole                                                            | -                                                                     | 46’                                                                   |
| 11-9-2018                                                             | Reykjavík                                                             | Islanda                                                               | 0 – 3                                                                 | Belgio                                                                | UEFA Nations League 2018-2019 - 1º turno                              | -                                                                     |                                                                       |
| 12-10-2018                                                            | Bruxelles                                                             | Belgio                                                                | 2 – 1                                                                 | Svizzera                                                              | UEFA Nations League 2018-2019 - 1º turno                              | -                                                                     |                                                                       |
| 16-10-2018                                                            | Bruxelles                                                             | Belgio                                                                | 1 – 1                                                                 | Paesi Bassi                                                           | Amichevole                                                            | -                                                                     | 73’                                                                   |
| 15-11-2018                                                            | Bruxelles                                                             | Belgio                                                                | 2 – 0                                                                 | Islanda                                                               | UEFA Nations League 2018-2019 - 1º turno                              | -                                                                     |                                                                       |
| 18-11-2018                                                            | Lucerna                                                               | Svizzera                                                              | 5 – 2                                                                 | Belgio                                                                | UEFA Nations League 2018-2019 - 1º turno                              | -                                                                     | 90’                                                                   |
| 11-6-2019                                                             | Bruxelles                                                             | Belgio                                                                | 3 – 0                                                                 | Scozia                                                                | Qual. Euro 2020                                                       | -                                                                     |                                                                       |
| 6-9-2019                                                              | Serravalle                                                            | San Marino                                                            | 0 – 4                                                                 | Belgio                                                                | Qual. Euro 2020                                                       | -                                                                     |                                                                       |
| 9-9-2019                                                              | Glasgow                                                               | Scozia                                                                | 0 – 4                                                                 | Belgio                                                                | Qual. Euro 2020                                                       | -                                                                     | 90’                                                                   |
| 13-10-2019                                                            | Astana                                                                | Kazakistan                                                            | 0 – 2                                                                 | Belgio                                                                | Qual. Euro 2020                                                       | 1                                                                     |                                                                       |
| 8-9-2020                                                              | Bruxelles                                                             | Belgio                                                                | 5 – 1                                                                 | Islanda                                                               | UEFA Nations League 2020-2021 - 1º turno                              | -                                                                     |                                                                       |
| 11-10-2020                                                            | Londra                                                                | Inghilterra                                                           | 2 – 1                                                                 | Belgio                                                                | UEFA Nations League 2020-2021 - 1º turno                              | -                                                                     | 38’                                                                   |
| 14-10-2020                                                            | Reykjavík                                                             | Islanda                                                               | 1 – 2                                                                 | Belgio                                                                | UEFA Nations League 2020-2021 - 1º turno                              | -                                                                     |                                                                       |
| 15-11-2020                                                            | Lovanio                                                               | Belgio                                                                | 2 – 0                                                                 | Inghilterra                                                           | UEFA Nations League 2020-2021 - 1º turno                              | -                                                                     | 54’                                                                   |
| 24-3-2021                                                             | Lovanio                                                               | Belgio                                                                | 3 – 1                                                                 | Galles                                                                | Qual. Mondiali 2022                                                   | -                                                                     |                                                                       |
| 30-3-2021                                                             | Lovanio                                                               | Belgio                                                                | 8 – 0                                                                 | Bielorussia                                                           | Qual. Mondiali 2022                                                   | -                                                                     |                                                                       |
| 3-6-2021                                                              | Bruxelles                                                             | Belgio                                                                | 1 – 1                                                                 | Grecia                                                                | Amichevole                                                            | -                                                                     |                                                                       |
| 12-6-2021                                                             | San Pietroburgo                                                       | Belgio                                                                | 3 – 0                                                                 | Russia                                                                | Euro 2020 - 1º turno                                                  | 1                                                                     | 27’                                                                   |
| 17-6-2021                                                             | Copenaghen                                                            | Danimarca                                                             | 1 – 2                                                                 | Belgio                                                                | Euro 2020 - 1º turno                                                  | -                                                                     |                                                                       |
| 21-6-2021                                                             | San Pietroburgo                                                       | Finlandia                                                             | 0 – 2                                                                 | Belgio                                                                | Euro 2020 - 1º turno                                                  | -                                                                     | 75’                                                                   |
| 27-6-2021                                                             | Siviglia                                                              | Belgio                                                                | 1 – 0                                                                 | Portogallo                                                            | Euro 2020 - Ottavi di finale                                          | -                                                                     |                                                                       |
| 2-7-2021                                                              | Monaco di Baviera                                                     | Belgio                                                                | 1 – 2                                                                 | Italia                                                                | Euro 2020 - Quarti di finale                                          | -                                                                     | 69’                                                                   |
| 13-11-2021                                                            | Bruxelles                                                             | Belgio                                                                | 3 – 1                                                                 | Estonia                                                               | Qual. Mondiali 2022                                                   | -                                                                     | 62’                                                                   |
| 16-11-2021                                                            | Cardiff                                                               | Galles                                                                | 1 – 1                                                                 | Belgio                                                                | Qual. Mondiali 2022                                                   | -                                                                     | 85’                                                                   |
| 3-6-2022                                                              | Bruxelles                                                             | Belgio                                                                | 1 – 4                                                                 | Paesi Bassi                                                           | UEFA Nations League 2022-2023 - 1º turno                              | -                                                                     | 67’                                                                   |
| 11-6-2022                                                             | Cardiff                                                               | Galles                                                                | 1 – 1                                                                 | Belgio                                                                | UEFA Nations League 2022-2023 - 1º turno                              | -                                                                     |                                                                       |
| 22-9-2022                                                             | Bruxelles                                                             | Belgio                                                                | 2 – 1                                                                 | Galles                                                                | UEFA Nations League 2022-2023 - 1º turno                              | -                                                                     |                                                                       |
| 25-9-2022                                                             | Amsterdam                                                             | Paesi Bassi                                                           | 1 – 0                                                                 | Belgio                                                                | UEFA Nations League 2022-2023 - 1º turno                              | -                                                                     | 46’                                                                   |
| 18-11-2022                                                            | Al Kuwait                                                             | Belgio                                                                | 1 – 2                                                                 | Egitto                                                                | Amichevole                                                            | -                                                                     | 71’                                                                   |
| 23-11-2022                                                            | Al Rayyan                                                             | Belgio                                                                | 1 – 0                                                                 | Canada                                                                | Mondiali 2022 - 1º turno                                              | -                                                                     | 46’ 54’                                                               |
| 27-11-2022                                                            | Doha                                                                  | Belgio                                                                | 0 – 2                                                                 | Marocco                                                               | Mondiali 2022 - 1º turno                                              | -                                                                     | 81’                                                                   |
| 1-12-2022                                                             | Al Rayyan                                                             | Croazia                                                               | 0 – 0                                                                 | Belgio                                                                | Mondiali 2022 - 1º turno                                              | -                                                                     | 87’                                                                   |
| 23-3-2024                                                             | Dublino                                                               | Irlanda                                                               | 0 – 0                                                                 | Belgio                                                                | Amichevole                                                            | -                                                                     | 46’                                                                   |
| 26-3-2024                                                             | Londra                                                                | Inghilterra                                                           | 2 – 2                                                                 | Belgio                                                                | Amichevole                                                            | -                                                                     | 82’                                                                   |
| 5-6-2024                                                              | Bruxelles                                                             | Belgio                                                                | 2 – 0                                                                 | Montenegro                                                            | Amichevole                                                            | -                                                                     | 46’                                                                   |
| 8-6-2024                                                              | Bruxelles                                                             | Belgio                                                                | 3 – 0                                                                 | Lussemburgo                                                           | Amichevole                                                            | -                                                                     | 16’                                                                   |
| 9-9-2024                                                              | Lione                                                                 | Francia                                                               | 2 – 0                                                                 | Belgio                                                                | UEFA Nations League 2024-2025 - 1º turno                              | -                                                                     | 82’                                                                   |
| 20-3-2025                                                             | Murcia                                                                | Ucraina                                                               | 3 – 1                                                                 | Belgio                                                                | UEFA Nations League 2024-2025 - Play-off                              | -                                                                     |                                                                       |
| 23-3-2025                                                             | Genk                                                                  | Belgio                                                                | 3 – 0                                                                 | Ucraina                                                               | UEFA Nations League 2024-2025 - Play-off                              | -                                                                     | 69’                                                                   |
| 6-6-2025                                                              | Skopje                                                                | Macedonia del Nord                                                    | 1 – 1                                                                 | Belgio                                                                | Qual. Mondiali 2026                                                   | -                                                                     | Cap. 45’ 56’                                                          |
| 9-6-2025                                                              | Bruxelles                                                             | Belgio                                                                | 4 – 3                                                                 | Galles                                                                | Qual. Mondiali 2026                                                   | -                                                                     | 16’                                                                   |
| Totale                                                                |                                                                       | Presenze                                                              | 71                                                                    |                                                                       | Reti                                                                  | 8                                                                     |                                                                       |

## Palmarès

### Club

#### Competizioni nazionali
- Coppa del Belgio: 1

Club Brugge: 2014-2015
- Campionato belga: 1

Club Brugge: 2015-2016
- Supercoppa francese: 3

Paris Saint-Germain: 2016, 2017, 2019
- Coppa di Lega francese: 2

Paris Saint-Germain: 2016-2017, 2017-2018
- Coppa di Francia: 2

Paris Saint-Germain: 2016-2017, 2017-2018
- Campionato francese: 3

Paris Saint-Germain: 2017-2018, 2018-2019, 2019-2020
- Coppa di Germania: 1

Borussia Dortmund: 2020-2021